# Aveto
L'Aveto (pronuncia Àveto) è un torrente dell'Italia settentrionale lungo 48 km, principale affluente di destra della Trebbia che scorre nella valle omonima in parte in Liguria (città metropolitana di Genova) e in parte in Emilia-Romagna (provincia di Piacenza).
Può essere considerato, sino al punto di confluenza con la Trebbia (come già avviene per i fiumi emiliani Taro e Ceno) una sorta di fiume gemello di quest'ultimo, in quanto ad esso assimilabile sia come estensione di bacino che come portata e lunghezza dell'asta fluviale.

## Il corso
Il fiume nasce in Liguria dal Monte Caucaso (1.245 m s.l.m.) scorrendo nel primo tratto in un'ampia gola, entrando poi nella piana di Cabanne, in località Parazzuolo, dove riceve le acque del primo subaffluente di una certa importanza: il Ventarola proveniente dal Monte Ramaceto (1.345 m s.l.m.). 
Scorrendo impetuoso con andamento nord-est in una valle ancora quasi incontaminata (tutelata dal  parco naturale regionale dell'Aveto ), il fiume precipita per un breve tratto fra scogli, marmitte e laghetti fino nella zona compresa tra Brignole, Rezzoaglio ed il ponte di Alpepiana. Qui si arricchisce dell'apporto di altri affluenti tra cui il Gramizza, suo principale tributario di destra, ed il rio di S. Stefano d'Aveto, assumendo poi direzione nord.
Il fiume giunge in località Ascona, dove comincia a scorrere incassato fungendo da confine tra le regioni Liguria ed Emilia-Romagna.
Qui la Diga di Boschi sbarra il suo corso formando il bacino artificiale di Boschi.
Presso la località Boschi  (frazione di Ferriere) l'Aveto entra poi definitivamente in territorio emiliano (provincia di Piacenza), scorrendo in un tratto ingolato estremamente selvaggio e incassato, impoverito d'acque per alcuni km sino a Ruffinati (sempre frazione di Ferriere) dove riacquista la sua portata d'acqua.
Questo suggestivo tratto del torrente è assai noto ai canoisti come Gole del Diavolo Morto e risulta uno dei tratti più stretti e arcigni dell'Appennino Ligure.
Dallo scarico della centrale di Ruffinati il fiume termina il suo tratto ingolato ampliando il proprio letto ciottoloso e giungendo in breve alla confluenza con la Trebbia, che avviene nella frazione di Confiente nei pressi dell'abitato di Marsaglia nel comune di Corte Brugnatella.

## Regime idrologico
L'Aveto è un fiume di discreta portata tanto da risultare tributario di fondamentale importanza per il fiume Trebbia.
Risente come tutti i corsi d'acqua appenninici di notevolissime variazioni stagionali con piene violente e impetuose in autunno e magre assai accentuate in estate.
Nel tratto piacentino il regime del fiume risente della presenza della Diga di Boschi, tant'è che non sono infrequenti (anche in estate) piene improvvise dovute al rilascio di acque dal bacino artificiale, pre-annunciate tramite un sistema di sirene.

## Natura

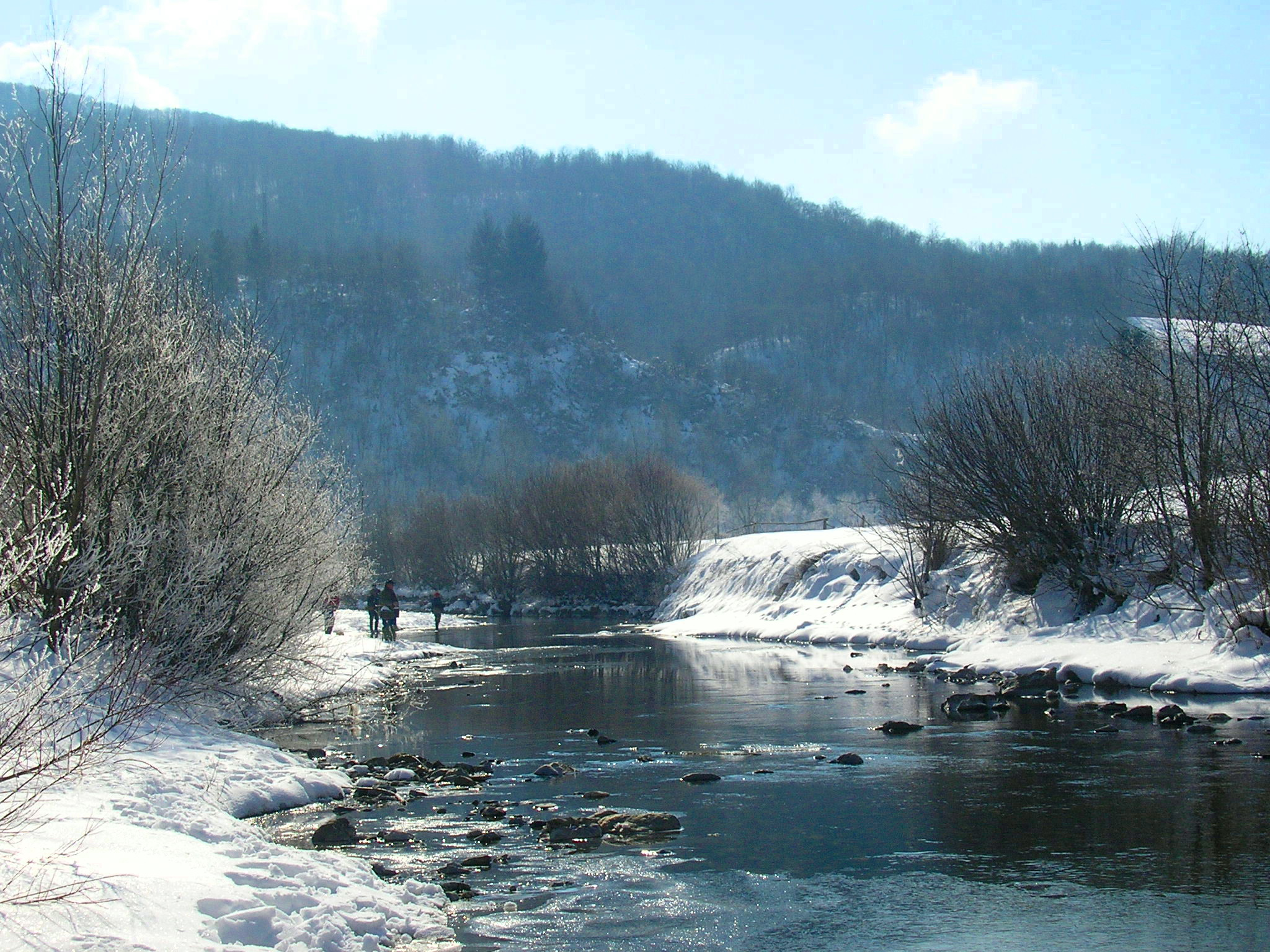
Il torrente d'inverno

Insieme alla Trebbia, l'Aveto scorre in una delle zone più incontaminate e suggestive dell'Appennino Settentrionale. La porzione alta del suo bacino è tutelata dal parco naturale regionale dell'Aveto.

## Storia
Un tempo il torrente era anche conosciuto con il nome di Avanto.

### L'alluvione del 2015
Nella notte del 14 settembre 2015 una parte della provincia di Piacenza fu devastata dalle esondazioni improvvise del Nure, dell'Aveto e della Trebbia, dovute al maltempo e ad ammassi di detriti, che causarono danni ingenti, il crollo del Ponte di Barberino sulla Trebbia e la morte di tre persone in val Nure. Le località più colpite furono Roncaglia, Pontenure, Ponte dell'Olio, Bettola, Farini, Ferriere, Rivergaro, Bobbio, Corte Brugnatella e Ottone; colpite anche l'alta val d'Aveto genovese nei comuni di Rezzoaglio e Santo Stefano d'Aveto, l'alta Val Trebbia genovese nei comuni di Gorreto e Propata ed anche i limitrofi comuni di Torriglia, Montoggio e Valbrevenna in alta valle Scrivia.